# الصلفة (بني سعد)

تعديل مصدري - تعديل

الصلفة هي إحدى قرى عزلة القوازعة بمديرية بني سعد التابعة لمحافظة المحويت، بلغ تعداد سكانها 723 نسمة حسب تعداد اليمن لعام 2004.